# Карагінський район
Карагі́нський район (рос. Карагинский район) — адміністративний район в складі Камчатського краю Росії. До 1 липня 2007 року входив до складу Корякського автономного округу Камчатської області.
На північному сході район межує з Пенжинським та Олюторським районами, на південному заході — з Тигільським, на півдні — з Усть-Камчатським районами. На північному заході омивається Пенжинською губою затоки Шеліхова Охотського моря, на сході — Карагінською затокою Берингового моря.
До складу району входить великий Карагінський острів.
Площа району становить 40 600 км².
Чисельність становить 4918 осіб (2007).

## Населені пункти
- Оссора — 2224 особи
- Івашка — 1034
- Тимлат — 876
- Карага — 517
- Ільпирське — 335
- Кострома — 102